# 喬爾托韋齊
48°42′30″N 25°16′13″E / 48.70833°N 25.27028°E
喬爾托韋齊（烏克蘭語：Чортовець），是烏克蘭的村落，位於該國西部伊萬諾-弗蘭科夫斯克州，由科洛梅亚区負責管轄，始建於1446年，面積47.6平方公里，2001年人口3,030，人口密度每平方公里63.6人。